# Ізабела Бомонтська
Іза́бела Бомо́нтська (англ. Isabel de Beaumont; бл. 1320—1361) — англійська баронеса. Герцогиня Ланкастерська (1351—1361). Графиня Дербійська (1337—1361), Лінкольнська (1349—1361), Лестерська і Ланкастерська (1345—1361). Представниця Брієннського дому. Донька бомонтського баронна Генрі й шотландської графині Аліси Комін. Дружина ланкастерського герцога Генрі Гросмонтського (з 1337), мати Матильди і Бланки Ланкастерських. Померла від чуми в Лестері, Англія. Похована у місцевій церкві.